# Лоуренс Стролл
Лоуренс Шелдон Струлович (англ. Lawrence Sheldon Strulovitch), більш відомий як Лоуренс Стролл (англ. Lawrence Stroll; нар. 11 липня 1959, Монреаль, Квебек, Канада) — канадський бізнесмен, є частковим власником автовиробника Aston Martin та команди з автоперегонів Aston Martin F1 Team. За даними Forbes, його статок на лютий 2021 року становить 3,2 мільярда доларів США.

## Біографія
Лоуренс Стролл народився у єврейській родині бізнесмена Лео Струловича, що займався продажем одягу модних брендів Pierre Cardin та Polo Ralph Lauren у Канаді. У 80-х Лоуренс продовжив справу батька.
Разом із гонконзьким інвестором Сайласом Чоу, Стролл інвестував у дизайнерів одягу Томмі Хілфігера та Майкла Корса, і пара значною мірою сприяла зростанню брендів до глобального поширення. Компанія Стролла, Sportswear Holdings, нарешті продала останню частину своєї частки в цих підприємствах у 2014 році.
У 2000-х Чоу і Стролл інвестували в Asprey & Garrard.
Строллу належить траса канадських гоночних автомобілів Circuit Mont-Tremblant в Лаврентійських горах Квебеку.
У серпні 2018 року Стролл очолив консорціум інвесторів у покупці команди Force India Formula One. Перейменували Racing Point Force India, і як нова команда офіційно, вони знову увійшли в середині сезону Формули-1 2018 року і зайняли 7-е місце в чемпіонаті конструкторів. У сезоні 2019 року назву команди та учасника було знову змінено на Racing Point F1 Team, а син Лоуренса Ленс за кермом однієї з машин, і знову зайняв 7-е місце в чемпіонаті конструкторів.
31 січня 2020 року було оголошено, що Стролл очолив консорціум, який інвестує 182 мільйони фунтів стерлінгів в Aston Martin в обмін на 16,7% акцій компанії. У 2021 році команда Racing Point F1 була перейменована на Aston Martin.

## Особисте життя
Стролл одружений з Ракель Стролл (до шлюбу Дініз).
Раніше Стролл був одружений з бельгійкою Клер-Енн Стролл (до шлюбу Калленс). У Строллів двоє дітей. Їхній син Ленс Стролл є перегонником, який зараз бере участь у Формулі-1. Їхня дочка — Хлоя Стролл.
У Стролла є велика колекція автомобілів, що в основному складається з Ferrari, від Ferrari 250 GTO до останнього LaFerrari. Раніше він володів дилерським центром Ferrari у Квебеку. Він також володіє іншими автомобілями, такими як McLarens і Ford GT.